# Michael Tronborg
Michael Tronborg Kristensen (3 de juliol de 1983) va ser un ciclista danès professional des del 2006 fins al 2012.

## Palmarès
- 2003
  - Vencedor d'una etapa de la Doble Copacabana Grand Prix Fides
- 2007
  -  Campió de Dinamarca en contrarellotge per equips
- 2008
  - 1r al Rogaland Grand Prix
  - 1r al Duo Normand (amb Martin Mortensen)